# یانگ سه-چان
یانگ سه-چان (کره‌ای: 양세찬؛ انگلیسی: Yang Se-chan، زادهٔ ۸ دسامبر ۱۹۸۶) کمدین و خوانندهٔ اهل کره جنوبی است. یانگ سه-چان به همراه جئون سو-مین، از آوریل ۲۰۱۷ به وریتی شوی کره جنوبی، مرد دونده به عنوان اعضای ثابت پیوستند.